# Echternach
Echternach (franska) (luxemburgiska: Iechternach lyssna (fil), tyska: Echternach) är en ort i kantonen Echternach i östra Luxemburg. Den är huvudort i såväl kantonen som kommunen med samma namn och ligger vid floden Sauer, cirka 30,5 kilometer nordost om staden Luxemburg. Orten har 5 702 invånare (2022).
Orten ligger vid gränsen till Tyskland. På andra sidan Sauer ligger den tyska orten Echternacherbrück.